# Frank Herbert
Franklin Patrick Herbert Jr. (8 tháng 10 năm 1920 – 11 tháng 2 năm 1986) là một tác gia khoa học viễn tưởng người Mỹ nổi tiếng với cuốn tiểu thuyết Dune năm 1965 và năm phần tiếp theo của tiểu thuyết này. Mặc dù nổi tiếng nhờ tiểu thuyết, ông cũng viết truyện ngắn và làm phóng viên báo chí, nhiếp ảnh gia, nhà phê bình sách, nhà tư vấn sinh thái và giảng viên.

## Tác phẩm
Dune saga, lấy bối cảnh ở tương lai xa và diễn ra trong nhiều thiên niên kỷ, khám phá các chủ đề phức tạp, chẳng hạn như sự tồn tại lâu dài của loài người, sự tiến hóa của loài người, khoa học hành tinh và sinh thái, cũng như sự giao thoa giữa tôn giáo, chính trị, kinh tế và quyền lực trong một tương lai nơi loài người đã phát triển du hành giữa các vì sao từ lâu và định cư ở hàng nghìn thế giới. Dune là tiểu thuyết khoa học viễn tưởng bán chạy nhất mọi thời đại, và bộ truyện được coi là một trong những tác phẩm kinh điển của thể loại khoa học viễn tưởng. Bộ truyện sau đó được chuyển thể thành loạt phim Dune (2021–).
Các tác phẩm khác của ông gồm The Godmakers (1972), The Dosadi Experiment (1977), The White Plague (1982) và những cuốn sách ông cộng tác viết cùng Bill Ransom: The Jesus Incident (1979), The Lazarus Effect (1983) và The Ascension Factor (1988),là phần tiếp theo của cuốn tiểu thuyết năm 1966 của Herbert Destination: Void. Ông cũng giúp khởi đầu sự nghiệp của Terry Brooks với đánh giá rất tích cực về cuốn tiểu thuyết đầu tiên của Brooks, The Sword of Shannara, in 1977.